# Tiquinho Soares
Tiquinho Soares (Sousa, 17 januari 1991) is een Braziliaans voetballer die doorgaans als aanvaller speelt. Hij tekende in januari 2017 bij FC Porto, dat hem overnam van Vitória SC.

## Clubcarrière
Soares' carrière begon in Brazilië bij América FC, Botafogo FC, Sousa en CSP. CSP verhuurde hem vanaf 2012 jarenlang aan verschillende kleine Braziliaanse clubs. In 2014 werd de Braziliaan verhuurd aan het Portugese CD Nacional. In november 2016 werd hij verkocht aan Vitória SC. Die club verkocht hem in januari 2017 met miljoenen winst door aan FC Porto. Soares maakte op 4 februari 2017 bij zijn debuut voor Porto twee doelpunten tegen Sporting Lissabon. Hij debuteerde op 22 februari 2017 in de UEFA Champions League, tegen Juventus.

## Erelijst
| Primeira Liga                 | 1x | 2017/18 |
| Supertaça Cândido de Oliveira | 1x | 2018    |

3 Djaló ·
4 Otávio ·
5 Marcano ·
6 Eustáquio ·
8 Grujić ·
9 Omorodion ·
10 Vieira ·
11 Pepê ·
12 Sanusi ·
13 Galeno ·
14 Ramos ·
15 Sousa ·
17 Jaime ·
18 Wendell ·
19 Namaso ·
20 Franco ·
21 Navarro ·
22 Varela ·
23 Mário ·
24 Pérez ·
27 Gül ·
52 Fernandes ·
70 Borges ·
74 Moura ·
86 Mora ·
94 Portugal ·
97 Pedro ·
99 D. Costa  ·
Coach: Bruno